# Mizukagami
Das Mizukagami (jap. 水鏡, dt. „Wasserspiegel“) ist eine historische Erzählung (歴史物語, rekishi monogatari) aus der späten Heian- bis zur beginnenden Kamakura-Zeit. Als Entstehungszeit nimmt man die Zeit um 1195 an. Man nimmt an, dass entweder Nakayama Tadachika (1131–1195) oder Minamoto no Masayori (1127–1190) der Verfasser des Mizukagami war. Es umfasst drei Kapitel (Maki).

## Übersicht
Das Mizukagami zählt mit den drei Monogatari: Ōkagami („Großer Spiegel“), Imakagami („Jetztspiegel“) und Masukagami („Klarer Spiegel“) zu den „Vier Spiegeln“ (kagamimono). Es berichtet in chronologischer Anordnung von 57 Generationen beginnend mit dem legendären Jimmu Tennō. Der Bericht ist in eine Rahmenhandlung eingebettet. Einer alten Nonne von 73 Jahren, die sich eines Nachts im Hase-dera aufhält, erzählt ein junger Mönch, vom Bericht eines alten Einsiedlers, den die Nonne aufschreibt. Die im Mizukagami berichteten Fakten sind weitgehend dem Werk Fusō Ryakuki (扶桑略記, 1094) des Mönchs Kōen (皇円) entnommen.